# Dankholz
Dankholz ist eine Ortschaft und eine Katastralgemeinde der Gemeinde Kottes-Purk im Bezirk Zwettl in Niederösterreich.

## Geografie
Das Dorf liegt nordwestlich von Marbach an der Kleinen Krems am Dankholzer Bach, der oberhalb von Marbach in die Kleine Krems mündet. Durch den Ort führt die Landesstraße L7166.

## Siedlungsentwicklung
Zum Jahreswechsel 1979/1980 befanden sich in der Katastralgemeinde Dankholz insgesamt 25 Bauflächen mit 11.911 m² und 21 Gärten auf 11.021 m², 1989/1990 gab es 25 Bauflächen. 1999/2000 war die Zahl der Bauflächen auf 106 angewachsen und 2009/2010 bestanden 66 Gebäude auf 106 Bauflächen.

## Geschichte
1171 wird der Ort erstmals schriftlich als Dancholfis genannt.
Im Eintrag der Josephinischen Fassion aus Jahre 1786/87 gab es im heutigen Ort 16 Häuser
Im Jahr 1822 wurde der Ort als Dorf mit 17 Häusern genannt, das nach Purk eingepfarrt war, wohin auch die Kinder eingeschult wurden. Die Herrschaft Prandhof besaß die Ortsobrigkeit, übte die Landgerichtsbarkeit aus, besorgte die Konskription und hatte die Grundherrschaft inne.
Nach der Entstehung der Ortsgemeinden 1849 wurde der Ort eine Katastralgemeinde der Ortsgemeinde Voitsau.
Laut Adressbuch von Österreich waren im Jahr 1938 in Dankholz einige Landwirte mit Ab-Hof-Verkauf ansässig.
Im Zuge der Niederösterreichischen Kommunalstrukturverbesserung wurde der Ort durch die Auflösung der Gemeinde Voitsau am 1. Januar 1967 ein Teil der Gemeinde Kottes-Purk.

## Bodennutzung
Die Katastralgemeinde ist landwirtschaftlich geprägt. 214 Hektar wurden zum Jahreswechsel 1979/1980 landwirtschaftlich genutzt und 34 Hektar waren forstwirtschaftlich geführte Waldflächen. 1999/2000 wurde auf 204 Hektar Landwirtschaft betrieben und 42 Hektar waren als forstwirtschaftlich genutzte Flächen ausgewiesen. Ende 2018 waren 199 Hektar als landwirtschaftliche Flächen genutzt und Forstwirtschaft wurde auf 44 Hektar betrieben. Die durchschnittliche Bodenklimazahl von Dankholz beträgt 26,8 (Stand 2010).

## Sehenswürdigkeiten
- Figur hl. Sebastian